# 260 Dywizja Piechoty (III Rzesza)
260 Dywizja Piechoty (niem. 260. Infanterie-Division) – niemiecka dywizja z czasów II wojny światowej, sformowana w Stuttgarcie na mocy rozkazu z 26 sierpnia 1939 roku, w 4. fali mobilizacyjnej w V Okręgu Wojskowym.

## Struktura organizacyjna
- Struktura organizacyjna w sierpniu 1939 roku:

460., 470. i 480. pułk piechoty, 260. pułk artylerii, 260. batalion pionierów, 260. oddział rozpoznawczy, 260. oddział przeciwpancerny, 260. oddział łączności, 260. polowy batalion zapasowy;
- Struktura organizacyjna w październiku 1943 roku:

460. i 480. pułk grenadierów, 260. pułk artylerii, 260. batalion pionierów, 260. batalion fizylierów, 260. oddział przeciwpancerny, 260. oddział łączności, sztab 260. polowego batalionu zapasowy;
- Struktura organizacyjna w kwietniu 1944 roku:

460., 470. i 480. pułk grenadierów, 260. pułk artylerii, 260. batalion pionierów, 260. batalion fizylierów, 260. oddział przeciwpancerny, 260. oddział łączności, sztab 260. polowego batalionu zapasowy;

## Dowódcy dywizji
- Generalleutnant Hans Schmidt  26 VIII 1939 – 1 I 1941;
- General Walter Hahm  1 I 1941 – 27 VIII 1942;
- General Dietrich von Choltitz 27 VIII 1942 – 6 X 1942;
- General Walther Hahm 6 X 1942 – 9 XI 1943;
- Generalleutnant Robert Schlüter 9 XI 1943 – 21 IV 1944;
- Generalmajor Günther Klammt 21 IV 1944 – 9 VII 1944;